# Aspidosiphon gosnoldi
Aspidosiphon gosnoldi är en stjärnmaskart som beskrevs av E. Cutler 1981. Aspidosiphon gosnoldi ingår i släktet Aspidosiphon och familjen Aspidosiphonidae. Inga underarter finns listade i Catalogue of Life.